# Enrico Lamperti
Enrico Lamperti (Milano, 4 agosto 1896 – ...) è stato un calciatore italiano, di ruolo attaccante.

## Statistiche

### Presenze e reti nei club
| Stagione             | Club                 | Campionato      | Campionato | Campionato |
| Stagione             | Club                 | Comp            | Pres       | Reti       |
| -------------------- | -------------------- | --------------- | ---------- | ---------- |
| 1920-1921            | AC Libertas          | Prima Categoria | ?          | ?          |
| 1921-1922            | Inter                | Prima Categoria | 6          | 1          |
| Totale A.C. Libertas | Totale A.C. Libertas |                 | ?          | ?          |
| Totale Inter         | Totale Inter         |                 | 6          | 1          |
| Totale carriera      | Totale carriera      |                 | 6+         | 1+         |